# バルクーク
バルクーク（アラビア語: الملك الظاهر سيف الدين برقوق Al-Malik Az-Ẓāhir Sayf ad-Dīn Barqūq、? - 1399年6月20日）は、
マムルーク朝のスルターン（君主。在位：1382年 - 1389年、1390年 - 1399年）。
チェルケス人の出身で、マムルーク（奴隷軍人）としてマムルーク朝の将軍に購入された。1382年にスルターン・カラーウーンの一族をはじめとするバフリー・マムルーク（アイユーブ朝のスルターン・サーリフが購入したマムルーク）出身者で構成される王朝（バフリー・マムルーク朝）に代わる、ブルジー・マムルーク（チェルケス人で構成されるマムルーク）が大部分を占める王朝（ブルジー・マムルーク朝）を創始した。

## 名前の由来
バルクークの本来の名前はチェルケス語で「羊飼い」を意味する「マッリー・クーク」だった。奴隷として売りに出された時、マッリー・クークをアラビア語に音写した「バルクーク（アラビア語でプラム（すもも）の意）」と名付けられた。
バルクークは彼を売り込んだ奴隷商人ファフルッディーン・ウスマーン・アル＝アスアルディーを尊敬し、彼にあやかってアル＝ウスマーニーと称していた。

## 生涯

### 若年期
バルクークは黒海沿岸のクリミア半島の出身で、チェルケス人のアナス＝ブン＝アブドゥッラーの子として生まれた。奴隷商人の奴隷商人ファフルッディーン・ウスマーン・アル＝アスアルディーにより、エジプトのカイロで奴隷として売りに出される。1362年ごろ、バルクークはシャーバーン2世のアタベク（総司令官）として実権を握っていたヤルブガー・アルハーッサキーに買い取られた。
1367年にヤルブガー・アルハーッサキーが暗殺された後に彼の所有するマムルークは解散させられ、翌1368年にバルクークは同僚とともにカラクの獄舎に入れられ、3年間をカラクで過ごした。釈放されたバルクークはダマスカスの総督に仕官し、シャーバーン2世がヤルブガー配下のマムルークたちの帰参を認めるとエジプトに帰国する。1376年にマムルークたちが企てたシャーバーン2世の追放にはバルクークも関わっており、シャーバーン2世の死後にマンスール・アリーが擁立されると彼に仕えた。

### 即位前
マンスール・アリー即位後、アタベクとなったアイナバク・アルバダリーが国政の実権を握り、反対派の将軍たちに圧力が加えられた。バルクークはアイナバクから厚遇され、彼に抜擢されて四十騎隊長の地位に昇進した。アイナバクの専制に対して各地で反乱が起こり、ダマスカスでは総督のタシュタムルが反乱を起こした。バルクークはアイナバクにダマスカスの反乱の鎮圧の指揮を執るように勧め、1377年にアイナバクはマンスール・アリーを伴ってタシュタムルの討伐に向かった。バルクークは討伐隊に従軍したヤルブガー・アンナーセリーやバラカ・アルジュバーニーなどの将軍とアイナバクへの反乱を共謀し、アイナバクは進軍中に起きた反乱によって失脚した。
1378年にバルクークはアタベクの地位に就き、バルクークの盟友であるバラカ・アルジュバーニーはスルターンの親衛隊長、ヤルブガー・アンナーセリーはトリポリの総督に任じられた。バルクークと敵対する人間はバルクークとバラカの離間を企て、バルクークもバラカがスルターン位の獲得の障害になると考えるようになる。1380年にバルクークはバラカとの戦闘に勝利し、バラカをアレクサンドリアの獄舎に投獄し、暗殺した。
1381年に一族を連れた父のアナスとアスアルディーがカイロに現れ、バルクークは喜んで彼らを迎え入れた。この時ある将軍が自分の地位と領地をアナスに譲ることを申し出、バルクークは彼の申出を受け入れ、報酬を与えた。同年にアスアルディーが亡くなり、バルクークは敬愛する人物の死を深く悲しんだ。
バラカを処刑した数か月後にマンスール・アリーが病死し、民衆の間にバルクークが新たなスルターンとなる噂が流れた。有力者たちはヤルブガー・アルハーッサキーのマムルークだったバルクークの即位に反対し、バルクークはマンスール・アリーの弟ハーッジー2世を擁立し、バフリー・マムルークの勢力の減衰を待った。ハーッジー2世の即位後、バルクークはアタベク・摂政として国政の実権を握り、自身の支持者を要職に就けた。また民衆の支持を得るために一部の税金が廃止され、貨幣が良質のものに改鋳された。
バルクークの即位によって地位と領地を失うバフリー・マムルークたちはバルクークの追放を企てたが、計画は事前に露見し、首謀者たちは失脚した。腹心の部下たちはバルクークに即位を勧めたが、バルクークはバフリー・マムルークたちの反撃を危ぶんで即位をためらっていた。しかし、バフリー・マムルーク出身の有力者たちが相次いで亡くなり、バルクークはスルターンへの即位を決意する。1382年11月にカリフ、法官、将軍が参列する会議でハーッジー2世の廃位とバルクークの即位が満場一致で議決され、11月26日にバルクークはスルターンに即位する。即位の2か月前、父のアナスは没していた。

### 第一次即位
即位後、バルクークはカリフや法官たちに恩賞を与え、主要な支持者を政府の要職に就けた。敵対者に対しては当時の慣習に従って免職・投獄などの処罰を与えたが、バフリー・マムルークの排除を性急に進めようとはせず、彼らの懐柔を図ってスウドーン・アルファハリー、ヤルブガー・アンナーセリーらを要職に抜擢した。政情が安定するとバルクークは方針を転換してブルジー・マムルークを起用し、バフリー・マムルークたちの反乱が相次いで起きる。1383年9月、バルクークを暗殺してカリフ・ムタワッキル1世を新たなスルターンに擁立するバフリー・マムルークの計画が発覚する。首謀者の一人カルト・ブン・ウマル・アットルコマーニーを処刑し、ムタワッキル1世の処刑も行おうとしたが、法官たちの反対に遭って処罰を投獄・領地俸禄の没収に留めた。バルクークはムタワッキル1世を廃してワースィク2世を新たなカリフに擁立し、バフリー・マムルークへの圧力をより強めた。
1382年のバルクークの即位の直後、イフリーキヤ（現在のチュニジア、アルジェリア東部にあたる地域）の歴史家イブン・ハルドゥーンがエジプトを訪れていた。翌1383年にハルドゥーンと面会したバルクークは彼の才能を認め、保護を約束した。バルクークはハルドゥーンからハフス朝やマリーン朝などの北アフリカの国々の情勢と外交の情報を得、ハルドゥーンにマグリブ産の軍馬の輸入について意見を求めた。1384年8月には、ハルドゥーンをマーリク派の大法官に任命した。
1386年にマルディンから中央アジアのティムール帝国の軍隊がタブリーズを破壊した報告が届けられる。イラクのジャライル朝からもティムール進軍の知らせが届き、ティムールから降伏勧告を突き付けられたスィヴァスのエルテナ侯国はマムルーク朝とオスマン帝国に助けを求めた。エルテナ侯国の君主ブルハネッディンの要請に応え、バルクークはディヤルバクルに軍を送った。マムルーク軍は進軍中に黒羊朝のカラ・ユースフに敗れたティムール軍の敗残兵を捕らえ、1388年にカイロに帰国した。同年にオスマン帝国のムラト1世からティムールの動向への注意を促す使者が送られ、バルクークはオスマン帝国への協力を約束した。

### 失脚
バルクークはアレッポの総督に任命したヤルブガー・アンナーセリーを特に警戒し、1385年に彼を総督の職から解任して投獄した。間も無くヤルブガーを釈放し、1387年にマラティヤの総督ミンターシュの反乱を鎮圧するため、彼を再びアレッポの総督に任命した。1388年にアレッポに赴任したヤルブガーはバルクークに反旗を翻し、ミンターシュ、シリア各地の総督、ベドウィンもヤルブガーに合流し、反乱は大規模なものとなる。バルクークが送った討伐隊の多くは反乱軍に寝返り、ダマスカスは反乱軍の手に落ちる。敗戦の後にバルクークはカイロでの支持者を増やすため、ムタワッキル1世を復位させ、市場税を廃止したが効果は上がらなかった。カイロ市民が配下のマムルークに石を投げて反乱軍に同調し始め、配下のマムルークが逃走・離反するに及んでバルクークは降伏を決意する。バルクークの退位後はハーッジー2世が復位し、1389年5月31日にヤルブガーから助命されたバルクークは密かにカイロの城砦から脱走した。ハーッジー2世の復位後にアタベクとなったヤルブガーはバルクーク配下のマムルークをカイロから追放し、カイロ市内に潜伏したバルクークの捜索を行った。仕立て屋に潜んでいたバルクークは捕らえられてカラクの獄舎に送られるが、ヤルブガーは将来ミンターシュとの戦争が起きた際にバルクークを味方に付けようと考え、ヤルブガーの命令を受けたカラクの総督はバルクークを丁重に扱った。
実権を握ったヤルブガー・アンナーセリーは肥沃な農地を自分の領地として確保し、協力者であるミンターシュには収入の少ない領地を与えた。このためカイロに潜伏していたバルクーク配下のマムルークを味方に付けたミンターシュが反乱を起こし、ヤルブガーをアレクサンドリアの獄舎に投獄した。バルクーク配下のマムルークはミンターシュから褒賞を与えられず、彼がバルクークを釈放する約束を反故にしたため、ミンターシュの党派を攻撃した。カラクの総督はヤルブガーの命令通りにバルクークを釈放し、バルクークは民衆の助けを受けてカラクを脱出する。ダマスカスに進むバルクークの元には続々と支持者が集まり、進軍中に村落の住民から食料の提供を受けた。
1390年1月2日にバルクークはダマスカス近郊でミンターシュの軍を破り、従軍していたハーッジー2世、ムタワッキル1世、法官を捕虜とした。バルクーク、ムタワッキル1世、法官の協議の結果、ハーッジー2世の退位とバルクークの復位が決定された。2月1日にバルクークはカイロに凱旋し、ミンターシュに投獄されていた将軍たちを釈放した。自分を見捨てた将軍たちのほとんどに反乱以前の地位を保証したが、ミンターシュが発行したバルクークに宣戦布告をする文書に署名をしたイブン・ハルドゥーンらの法官たちを免職した。

### 第二次即位
失脚したミンターシュはシリアでバルクークに対する反抗を続けており、1391年にバルクークはミンターシュの逃走を助けたヤルブガー・アンナーセリーを処刑する。ミンターシュの協力者であるベドウィンの族長ヌイールが領地と引き換えにミンターシュを引き渡すことを申し出、バルクークは提案を受け入れた。1393年にアレッポの総督に引き渡されたミンターシュは斬首され、彼の首はカイロのザウィーラ門に掲げられた。バルクークはバフリー・マムルークを追放し、彼らの領地を同郷のブルジー・マムルークに与えたが、なおも反乱に対処しなければならなかった。
1392年にオスマン帝国のバヤズィト1世から使者が送られ、ティムールの侵攻に備えることを勧められた。また、この時に病に悩むバヤズィト1世は医師の派遣も要請し、バルクークは医師シャムスッディーンをオスマンの宮廷に派遣した。
1393年にティムールに敗れて首都バグダードを追われたジャライル朝の君主アフマド・ブン・アウィスがカイロに亡命し、バルクークはアフマドを迎え入れて彼の姪を妻に迎えた。バルクークはティムールとの戦闘に備えて軍隊の再編に着手し、ティムールの元から強い語調で降伏を求める書簡が送られた。1394年にバルクークはアフマドに軍隊と物資を与えてバグダードに送り出し、カラ・ユースフの支援を受けたアフマドはバグダードを奪回した。同年にエジプトのベドウィンがカラク方面のベドウィンと連携しての、バルクークがティムールとの戦いでカイロを留守にする隙をついた反乱を企てた。翌1395年にバルクークは自らティムール討伐の軍を率いてアレッポに進み、情勢を静観した。ティムールが本国に引き上げたため、年末にバルクークもカイロに帰国した。
1398年、大厩舎長官ヌールーズ・アルハーフェズィーが反乱を起こす。
1398年にバルクークは子のファラジュ、アブド・アルアズィーズ、イブラヒムへのスルターン位の継承を決定し、彼らを後見する摂政院を設置した。1399年6月20日、バルクークは食中毒によって病没する。

## 政策
バルクークは、政治的に強い影響力を有するスルターンの近衛マムルーク兵の統制を試みた。以前のスルターンたちのマムルークを追放し、即位前からの子飼いのマムルークを近衛隊に編入し、彼らに配給する俸給と物資を管理するムフラド庁を設置することで、近衛マムルークの安定を図った。
バルクークは即位前から私有地と賃借地を保有していたが、即位後に設置したスルターンの私有不動産を管理するアムラーク庁の機能によって、より多くの財産を貯蓄することができた。財政の再建のため、国庫の収入源である国有地の流出を食い止めようとしたが、決定的な成果は得られなかった。

## 子
- ナースィル・ファラジュ
- マンスール・アブド・アルアズィーズ
- イブラヒム
- ムハンマド（1380年 - 1395年）[46]

## 配下のマムルーク
バルクーク子飼いのマムルークのうち、以下の5名がマムルーク朝のスルターンの地位に就いた。
- ムアイヤド・シャイフ
- ザーヒル・タタール
- アシュラフ・バルスバーイ
- ザーヒル・ジャクマク
- アシュラフ・イーナール